# Post Office Protocol
Protocolo dos Correios (do inglês: Post Office Protocol, abreviado POP ou POP3) é um protocolo utilizado no acesso remoto a um servidor de correio eletrônico, definido no RFC 1939, que permite que todas as mensagens contidas em uma caixa de correio eletrônico possam ser transferidas sequencialmente para um software cliente de e-mail em outro dispositivo (um computador local ou smartphone). Dessa maneira, o utilizador pode ler as mensagens recebidas, apagá-las, responder-lhes, armazená-las, etc..
Este protocolo utiliza as portas TCP 110 (porta padrão) ou TCP 995 (conexão criptografada via SSL). A porta TCP 109 foi utilizada na versão anterior do protocolo (POP2).
O funcionamento do protocolo POP3 diz-se off-line, uma vez que o processo suportado se baseia nas seguintes etapas:
- É estabelecida uma ligação TCP entre a aplicação cliente de e-mail (User Agent - UA) e o servidor onde está a caixa de correio (Message Transfer Agent - MTA);
- O utilizador autentica-se;
- Todas as mensagens existentes na caixa de correio são transferidas sequencialmente para o computador local;
- As mensagens são apagadas da caixa de correio (opcionalmente, o protocolo pode ser configurado para que as mensagens não sejam apagadas da caixa de correio; se esta opção não for utilizada, deve-se utilizar sempre o mesmo computador para ler o correio eletrônico, para poder manter um arquivo das mensagens);
- A ligação com o servidor é terminada;
- O utilizador pode agora ler e processar as suas mensagens (off-line).

A característica off-line do protocolo POP3 é particularmente útil para utilizadores que se ligam à Internet através de redes públicas comutadas, em que o custo da ligação é proporcional ao tempo de ligação (exemplo: a rede telefônica convencional ou a rede RDIS). Com o POP3, a ligação apenas precisa de estar ativa durante a transferência das mensagens, e a leitura e processamento das mensagens pode depois ser efetuada com a ligação inativa.
Vantagens
- Só tem acesso à caixa de entrada
- Possível fazer backup automático no seu dispositivo
- Ocupa pouco espaço no servidor